# Klosterfelde
Klosterfelde è una frazione del comune tedesco di Wandlitz, nel Brandeburgo.

Conta (2007) 3 155 abitanti.

## Storia
Klosterfelde fu nominata per la prima volta nel 1240.

Costituì un comune autonomo fino al 2003, quando venne aggregato al comune di Wandlitz.